# Christian Yount
(en) Statistiques sur pro-football-reference
Christian Alexander Yount, né le 8 juillet 1988 à San Pedro en Californie aux États-Unis, est un joueur américain de football américain évoluant au poste de long snapper.
Étudiant à la Teroso High School de Las Flores, Yount se spécialise au poste de long snapper lors de ces deux dernières années au sein de l'établissement et est considéré comme le meilleur joueur à son poste au niveau lycéen par chrissailerkicking.com en 2005. Il poursuit son parcours à l'université de Californie à Los Angeles et intègre les rangs de l'équipe de football des Bruins, jouant toutes les rencontres du programme comme long snapper de 2007 à 2010. Malgré les honneurs de certains spécialistes du football universitaire, il n'est sélectionné par aucune équipe lors de la draft de la National Football League de 2011.
Il signe aux Buccaneers de Tampa Bay comme agent libre non drafté et fait ses débuts professionnels lors de la saison 2011 avant de rejoindre en cours d'exercice les Browns de Cleveland et de devenir un joueur-clé de l'escouade spéciale de la franchise de l'Ohio pendant près de trois ans et demi avant d'être libéré en 2014. Il tente de rejouer en NFL en 2016, signant avec les Patriots de la Nouvelle-Angleterre, mais il n'est pas conservé et n'intègre pas l'effectif pour la saison régulière. En 4 saisons professionnelles, Christian Yount connaît deux équipes et joue soixante matchs.

## Enfance
Christian voit le jour le 8 juillet 1988 à San Pedro dans l'État de Californie de l'union de James et Xochitl Yount. Il est le premier fils du couple qui donnera naissance, trois ans plus tard, le 25 mai 1991, à Brendan Yount qui s'illustrera plus tard dans l'équipe de l'université Bellarmine de crosse. Il fait ses études à la Tesoro High School, un lycée public situé à Las Flores. Il joue avec l'équipe de football américain du lycée, les Titans sous les ordres de Jim O'Connell. Il joue au poste de defensive tackle lors de la saison 2004, portant le numéro #60 mais commence à jouer au poste de long snapper, jouant tous les matchs à ce poste durant ses deux dernières saisons ainsi qu'au poste de centre.
La saison 2005 le voit effectuer sa dernière année au lycée, arborant le numéro #64 dans une saison où les Titans afficheront un score de 13-1, meilleure équipe de la Pacific Coast de la conférence Sud. Il sort diplômé de sciences politiques.

## Recrutement

### Professionnel
Christian Yount n'est sélectionné par aucune équipe lors du draft de la NFL de 2011. Il signe comme agent libre non drafté avec les Buccaneers de Tampa Bay. Il joue son premier match en professionnel le 11 septembre 2011 contre les Lions de Détroit. Il est libéré le 14 septembre 2011 mais revient trois jours plus tard. Le 26 octobre, il est une nouvelle fois libéré.
Le 29 novembre 2011, après la libération de Ryan Pontbriand, il signe avec les Browns de Cleveland.